# Cicia invalida
Cicia invalida är en fjärilsart som beskrevs av William Schaus 1892. Cicia invalida ingår i släktet Cicia och familjen påfågelsspinnare. Inga underarter finns listade i Catalogue of Life.